# Nemausus (genus)
Nemausus is een geslacht van wantsen uit de familie van de Alydidae (Kromsprietwantsen). Het geslacht werd voor het eerst wetenschappelijk beschreven door Stål in 1866.

## Soorten
Het genus bevat de volgende soorten:

- Nemausus inornatus (Stål, 1858)
- Nemausus lattini Schaefer & O'Donnell, 2008
- Nemausus sordidatus (Stål, 1858)